# Aspazoma
Aspazoma là chi thực vật có hoa trong họ Aizoaceae.